# Phare de Solomons Lump

Le phare de Solomons Lump (en anglais : Solomons Lump Light) est un phare offshore à caisson situé en baie de Chesapeake dans le Comté de Somerset, Maryland. Il a remplacé le phare de type screw-pile lighthouse de 1875.

## Historique
Le phare de Fog Point, au coin nord-ouest de Smith Island, a marqué l'entrée du détroit de Kedges à partir de 1827. En 1872, il a été jugé inefficace pour arquer un haut-fond s'étendant au nord de l'île, et un nouveau feu a été recherché spécifiquement pour marquer ce haut-fond. 
En 1875, une structure sur pilotis a été construite, qui a survécu jusqu'en 1893, lorsque la glace l'a renversée. Les plans initiaux pour le remplacer ont été modifiés lorsque des fonds supplémentaires sont devenus disponibles grâce aux économies réalisées dans la construction du phare de Wolf Trap en Virginie, de sorte qu'une structure à caisson a été érigée à la place en 1895, en utilisant le processus pneumatique pour la couler en place. Le fond étant mou, le caisson a coulé plus loin que prévu et une rangée supplémentaire de plaques a dû être ajoutée au sommet. Une tour en brique et une maison octogonale en bois ont été érigées sur cette fondation.
À l'origine, la nouvelle lumière était dotée d'une lentille de Fresnel du cinquième ordre. En 1919, cependant, cet objectif a été remplacé par l'objectif de quatrième ordre du phare de Cherrystone Bar en Virginie. L'automatisation est arrivée en 1950, et quelques années plus tard, la maison a été supprimée, laissant la tour de briques excentrée sur la plate-forme.

## Description
Le phare  est une tour carrée en brique de 10,5 m de haut, montée sur un caisson octogonale en fonte. Le phare est peint en blanc, la lanterne est noire et le caisson est rouge brun.
Il émet, à une hauteur focale de 14 m, un éclat blanc par période de 6 secondes. Sa portée est de 8 milles nautiques (environ 15 km). Il possède aussi un feu à secteurs rouges couvrant les hauts-fonds voisins avec une portée de 6 milles nautiques (environ 11 km).
Identifiant : ARLHS : USA-767 ; USCG : 2-23475 ; Admiralty : J1980  .

### Lien connexe
- Liste des phares du Maryland